# 石勒喀區

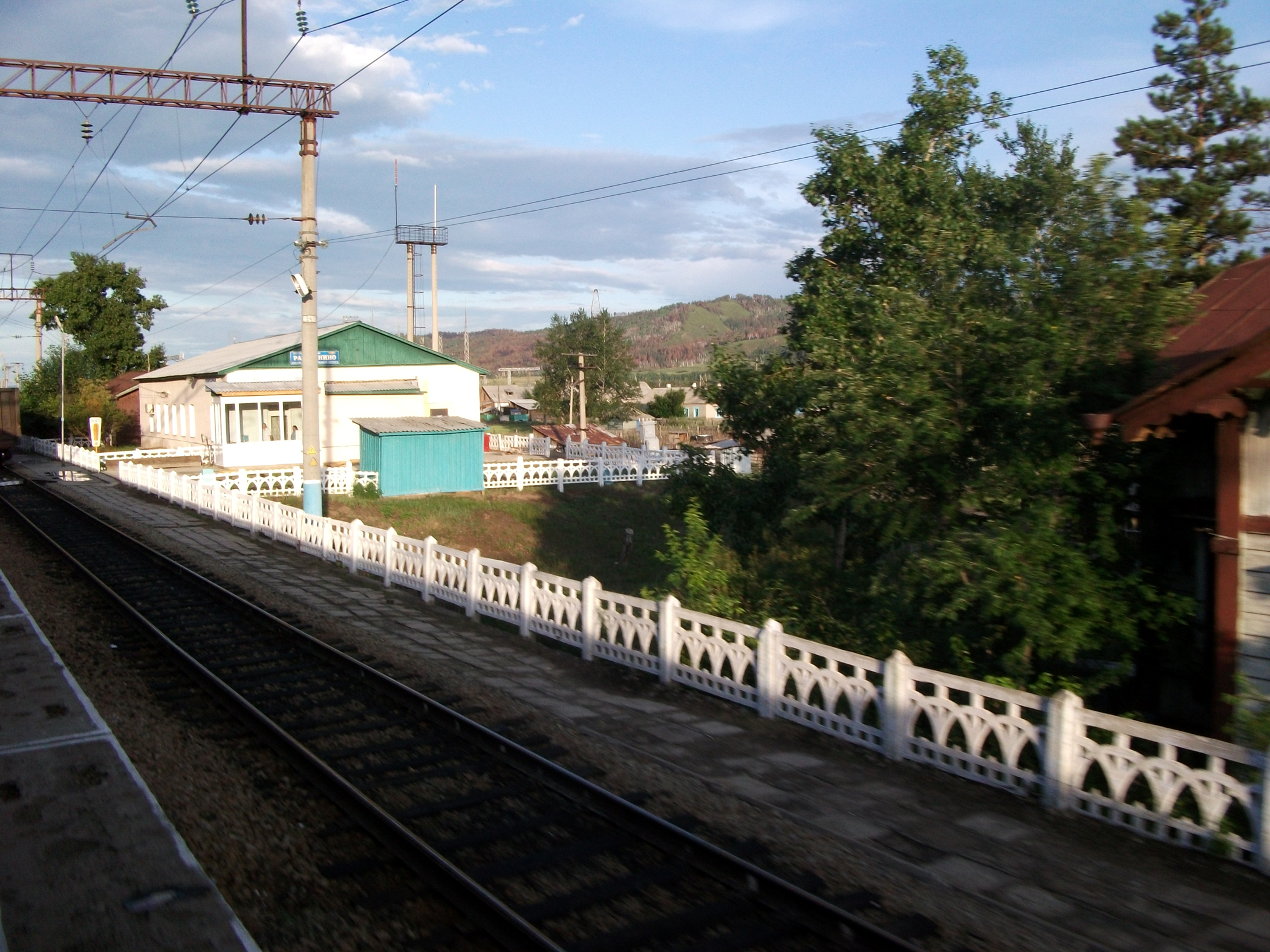

51°49′30″N 115°40′41″E / 51.825°N 115.678°E
石勒喀區（俄语：Шилкинский район），是俄羅斯的一個區，位於該國西部，由外貝加爾邊疆區負責管轄，始建於1926年1月4日，面積6,100平方公里，2010年人口43,194，人口密度每平方公里7.08人。